# 프로젝트 57
프로젝트 57(영어: Project 57)은 레드윙 작전 이후, 플럼밥 작전 이전에 1957년 네바다 시험 및 훈련장에서 미국이 수행한 노천 핵실험이었다. 구역 13으로도 알려진 시험 지역은 네바다 국가 안보지의 북동쪽 경계에 인접한 10 마일 (16 km) × 16 마일 (26 km) 크기의 블록이었다.
프로젝트 57은 안전 실험을 겸한 것이었다. 핵무기의 고성능 폭약이 비대칭적으로 폭발하여 우발적인 폭발을 모의하였다. 이 실험의 목적은 폭발이 발생하지 않는지 확인하고 플루토늄 오염의 정도를 연구하는 것이었다.
오염된 지역은 처음에는 울타리로 막았고 오염된 장비는 현장에 매장되었다. 1981년, 미국 에너지부는 해당 지역을 제염하고 해체하였다. 수십만 입방 야드의 흙과 잔해가 구역 13에서 제거되어 네바다 핵 실험장의 폐기물 시설에 처분되었다.
| 이름 | 날짜 시간 (UT)           | 현지 시간대  | 위치                                                                            | 표고 + 높이            | 전달 목적            | 장치  | 위력      | 낙진 | 참고 자료                                  | 비고                                      |
| ---- | ------------------------ | ------------ | ------------------------------------------------------------------------------- | ---------------------- | -------------------- | ----- | --------- | ---- | ------------------------------------------ | ----------------------------------------- |
| 1    | 1957년 4월 24일 14:27:?? | PST (–8 hrs) | NTS 구역 13 북위 37° 19′ 10″ 서경 115° 54′ 22″ / 북위 37.31935° 서경 115.90608° | 1,400 m (4,600 ft) + 0 | 건조 표면, 안전 실험 | XW-25 | 위력 없음 |      | [ 1 ] [ 5 ] [ 6 ] [ 7 ] [ 8 ] [ 9 ] [ 10 ] | XW-25 방공 탄두의 오염 위험 실험; 성공적. |

1. ↑  미국, 프랑스, 영국은 실험 사건에 코드명을 부여했지만, 소련과 중국은 부여하지 않아 실험 번호만 사용했다(일부 예외 – 소련의 평화적 폭발은 이름이 부여됨). 이름이 고유 명사가 아닌 경우 괄호 안의 단어는 영어로 번역되었다. 하이픈 뒤에 숫자가 붙은 것은 일제 사격의 구성원임을 나타낸다. 미국은 때때로 그러한 일제 사격 실험에서 개별 폭발에도 이름을 부여하여 "이름1 – 1(이름2 포함)"과 같이 나타난다. 실험이 취소되거나 중단된 경우, 날짜 및 위치와 같은 행 데이터는 알려진 경우 의도된 계획을 공개한다.
2. ↑  UT 시간을 표준 현지 시간으로 변환하려면, 괄호 안의 시간 수를 UT 시간에 더한다. 현지 서머타임의 경우, 한 시간을 추가로 더한다. 결과가 00:00 이전이면 24시간을 더하고 날짜에서 1을 뺀다. 결과가 24:00 이후이면 24시간을 빼고 날짜에 1을 더한다. 과거 시간대 데이터는 IANA 시간대 데이터베이스에서 얻었다.
3. ↑  대략적인 지명 및 위도/경도 참조; 로켓 발사 실험의 경우, 알려진 경우 폭발 위치 전에 발사 위치가 지정된다. 일부 위치는 매우 정확하며, 다른 위치(예: 공중 투하 및 우주 폭발)는 상당히 부정확할 수 있다. "~"는 해당 지역의 다른 실험과 공유되는 대략적인 형식적 위치를 나타낸다.
4. ↑  표고는 해수면을 기준으로 폭발 지점 바로 아래의 지면 높이이며, 높이는 탑, 풍선, 수직갱, 터널, 공중 투하 또는 기타 장치로 추가되거나 빼진 거리이다. 로켓 폭발의 경우 지면 높이는 "해당 없음"이다. 경우에 따라 높이가 절대값인지 지면 상대값인지 불분명할 수 있다(예: 플럼밥/존). 숫자나 단위가 없으면 값이 알 수 없음을 의미하며, "0"은 0을 의미한다. 이 열의 정렬은 표고와 높이를 합한 값으로 이루어진다.
5. ↑  대기 중, 공중 투하, 풍선, 총, 순항 미사일, 로켓, 지표면, 탑, 바지선은 모두 부분적 핵실험 금지 조약에 의해 금지된다. 밀폐된 수직갱과 터널은 지하에 있으며 PTBT 하에서 유용하게 사용되었다. 의도적인 분화구 생성 실험은 경계선에 있으며, 조약 하에서 발생했으며 때로는 항의를 받았고, 일반적으로 실험이 평화적 용도로 선언된 경우 간과되었다.
6. ↑  무기 개발, 무기 효과, 안전 실험, 운송 안전 실험, 전쟁, 과학, 공동 검증 및 산업/평화적 목적을 포함하며, 더 세분화될 수 있다.
7. ↑  알려진 시험 품목에 대한 명칭으로, "?"는 앞선 값에 대한 불확실성을 나타내며, 특정 장치에 대한 별명은 따옴표로 표시된다. 이 정보는 종종 공식적으로 공개되지 않는다.
8. ↑  톤, 킬로톤, 메가톤 단위의 추정 에너지 위력. 1톤의 TNT 환산은 4.184 기가줄(1 기가칼로리)로 정의된다.
9. ↑  알려진 경우, 즉각적인 중성자를 제외하고 대기로 방출되는 방사성 물질. 언급된 경우 측정된 종은 요오드-131 뿐이며, 그렇지 않으면 모든 종이다. 기록이 없으면 알 수 없음을 의미하며, 지하인 경우 아마도 없을 것이고, 그렇지 않으면 "모든" 종일 것이다. 알려진 경우 현장 또는 현장 외부에서 측정되었는지 여부와 방출된 방사능량에 대한 표기.

## 같이 보기
- 프로젝트 56
- 롤러 코스터 작전